# New Bavaria
La ville américaine de New Bavaria est située dans le comté de Henry, dans l’État de l’Ohio. Lors du recensement de 2010, elle comptait 99 habitants.

## Source
- (en) Cet article est partiellement ou en totalité issu de l’article de Wikipédia en anglais intitulé « New Bavaria, Ohio » (voir la liste des auteurs).